# Synoeca septentrionalis
Synoeca septentrionalis är en getingart som beskrevs av Richards 1978. Synoeca septentrionalis ingår i släktet Synoeca och familjen getingar. Inga underarter finns listade i Catalogue of Life.

## Bildgalleri

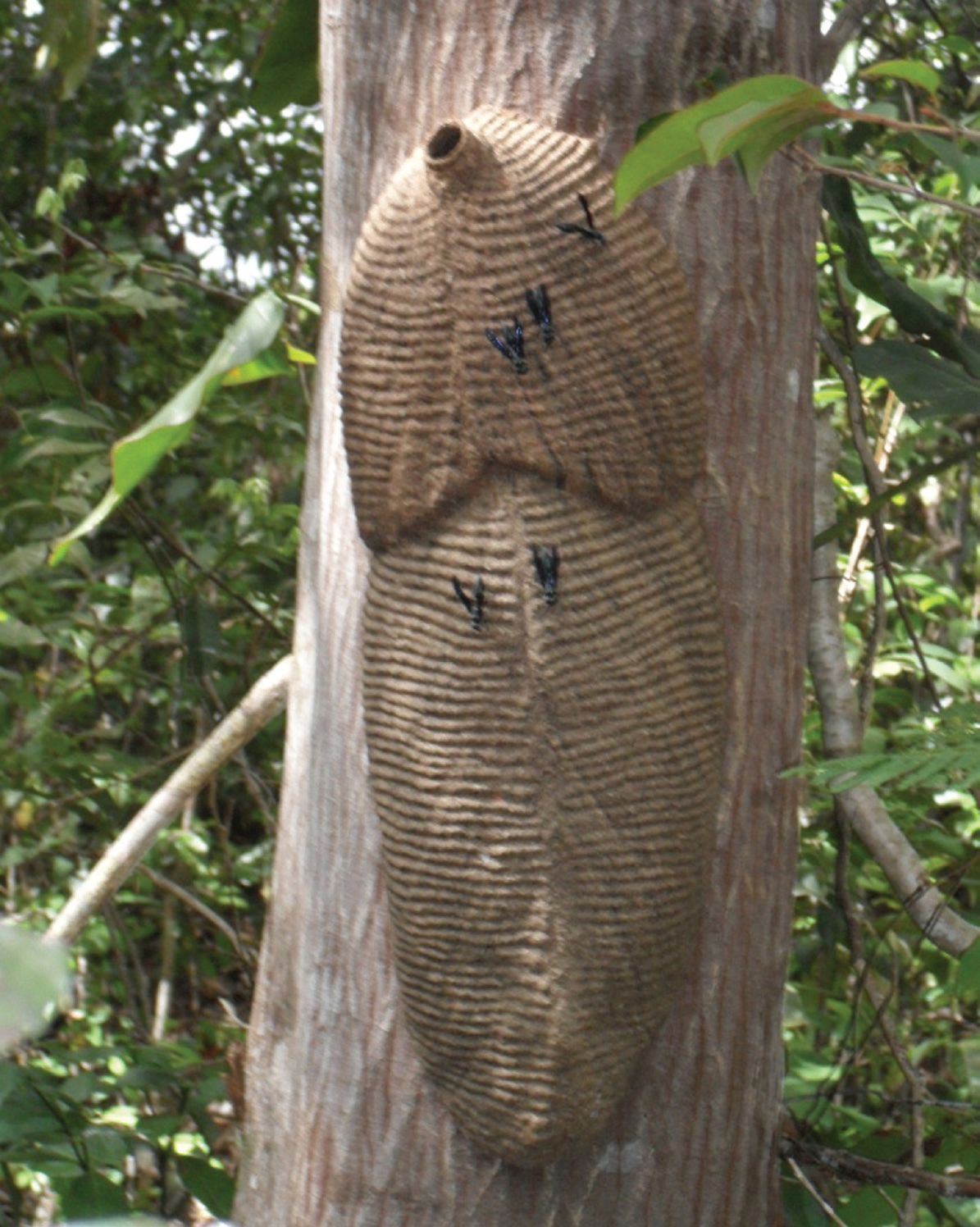